# Олівер Волкотт молодший
Олівер Волкотт молодший (англ. Oliver Wolcott, Jr.; нар. 16 жовтня 1760, Лічфілд, Коннектикут — пом. 1 червня 1833, Нью-Йорк) — американський політик. 2-й Міністр фінансів США з 1795 по 1800.
Він був сином Олівера Волкотта, губернатора штату Коннектикут. Дід, Роджер Волкотт, був у свою чергу губернатором в колоніальний період. У 1778 році закінчив Єльський університет, потім вивчав право у Лічфілді. Він був губернатором штату Коннектикут з 1817 по 1827 і, таким чином, пішов по стопах свого батька і діда.